# Ли, Зои
Зои Саманта Ли (англ. Zoe Samantha Lee; род. 15 декабря 1985, Ричмонд, Норт-Йоркшир) — британская гребчиха, выступающая за сборную Великобритании по академической гребле с 2011 года. Серебряная призёрка летних Олимпийских игр в Рио-де-Жанейро, чемпионка Европы, победительница и призёрка многих регат национального значения.

## Биография
Зои Ли родилась 15 декабря 1985 года в городе Ричмонд графства Норт-Йоркшир, Англия.
Занималась академической греблей во время учёбы в Хэртфорд-колледже в Оксфорде и в Королевском колледже Лондона, где получила степень доктора философии в области географии.
Дебютировала в гребле на взрослом международном уровне в сезоне 2011 года, когда вошла в основной состав британской национальной сборной и выступила на чемпионате Европы в Пловдиве, где в зачёте распашных рулевых восьмёрок заняла итоговое четвёртое место.
В 2012 году побывала на европейском первенстве в Варезе, откуда привезла награду бронзового достоинства, выигранную в восьмёрках.
На чемпионате мира 2013 года в Чхунджу стала в восьмёрках четвёртой.
В 2014 году на чемпионате Европы в Белграде выиграла серебряную медаль в восьмёрках, в той же дисциплине получила бронзу на двух этапах Кубка мира, в то время как на чемпионате мира в Амстердаме оказалась в финале шестой.
В 2015 году в восьмёрках заняла пятое место на европейском первенстве в Познани, стала бронзовой призёркой на двух этапах Кубка мира, тогда как на чемпионате мира в Эгбелете показала четвёртый результат.
Выиграв чемпионат Европы 2016 года в Бранденбурге, благополучно прошла отбор на Олимпийские игры в Рио-де-Жанейро. В составе экипажа, куда также вошли гребчихи Мелани Уилсон, Фрэнсис Хотон, Полли Суонн, Кейти Гривз, Джессика Эдди, Карен Беннетт, Оливия Карнеги-Браун и рулевая Зои де Толедо, в решающем финальном заезде восьмёрок пришла к финишу второй, уступив около двух с половиной секунд команде Соединённых Штатов, и тем самым завоевала серебряную олимпийскую медаль. Впервые в истории британским спортсменкам удалось получить олимпийскую медаль в данной дисциплине.
После Олимпиады Ли осталась в составе гребной команды Великобритании и продолжила принимать участие в крупнейших международных регатах. Так, в 2018 году в парных четвёрках она заняла четвёртое место на чемпионате Европы в Глазго и пятое место на чемпионате мира в Пловдиве.